# Nick Damici
Nick Damici es un actor y guionista estadounidense conocido por películas como Mulberry Street y Stake Land.

## Primeros años
Nick Damici creció en Hell's Kitchen en los años 1960 y principios de los 1970. Su padre era barman y Damici ocasionalmente atendía un bar a los 12 años. Es de ascendencia mixta italiana y canaria.

## Carrera
El mentor de Damici es Michael Moriarty, quien lo animó a escribir guiones. Actuar sigue siendo su principal amor; en una entrevista, describió la escritura como un "trabajo solitario e ingrato". Después de cansarse de los papeles secundarios en programas de televisión, decidió escribir papeles protagónicos para sí mismo. Damici y Jim Mickle han trabajado juntos desde 2001, y han colaborado en cuatro películas: Mulberry Street, Stake Land, We Are What We Are y Cold in July. Damici originalmente escribió Stake Land para que fuera una serie web, pero Larry Fessenden estaba entusiasmado con la idea de convertirla en un largometraje. En febrero de 2013, participó en Late Phases de Adrián García Bogliano.
Damici vive en la ciudad de Nueva York, donde su novia es dueña de un bar. Le gustan las bandas de doo-wop.

## Filmografía

### Como guionista
| Título             | Año       | Notas                |
| ------------------ | --------- | -------------------- |
| Mulberry Street    | 2006      |                      |
| Stake Land         | 2010      |                      |
| We Are What We Are | 2013      |                      |
| Cold in July       | 2014      |                      |
| Bushwick           | 2016      |                      |
| Hap and Leonard    | 2016-2018 | Series de televisión |
| Stake Land II      | 2017      |                      |

### Como actor
| Año  | Título             |
| ---- | ------------------ |
| 2003 | En carne viva      |
| 2006 | World Trade Center |
| 2010 | Stake Land         |
| 2013 | We Are What We Are |
| 2014 | Late Phases        |
| 2014 | Dark Was the Night |
| 2014 | Cold in July       |
| 2016 | Stake Land II      |